# Cadillac V-12
Der Cadillac V-12 ist ein exklusiver Luxuswagen mit V-12-Motor, der von Cadillac von 1930 bis 1937 hergestellt wurde. Dieser Wagen, der nur von der Cadillac V-16-Linie übertroffen wurde, wurde von einem Cadillac V-12-Motor angetrieben, mit ähnlichen Sonderkarosserien ausgestattet und in relativ kleinen Stückzahlen gebaut. In den sieben Modelljahren, in denen das Auto gebaut wurde, wurden insgesamt 10.903 Exemplare hergestellt, wobei die meisten davon im ersten Jahr gebaut wurden. Es war das erste und bis heute einzige serienmäßige V-12-Automobil von Cadillac.

## Ursprung

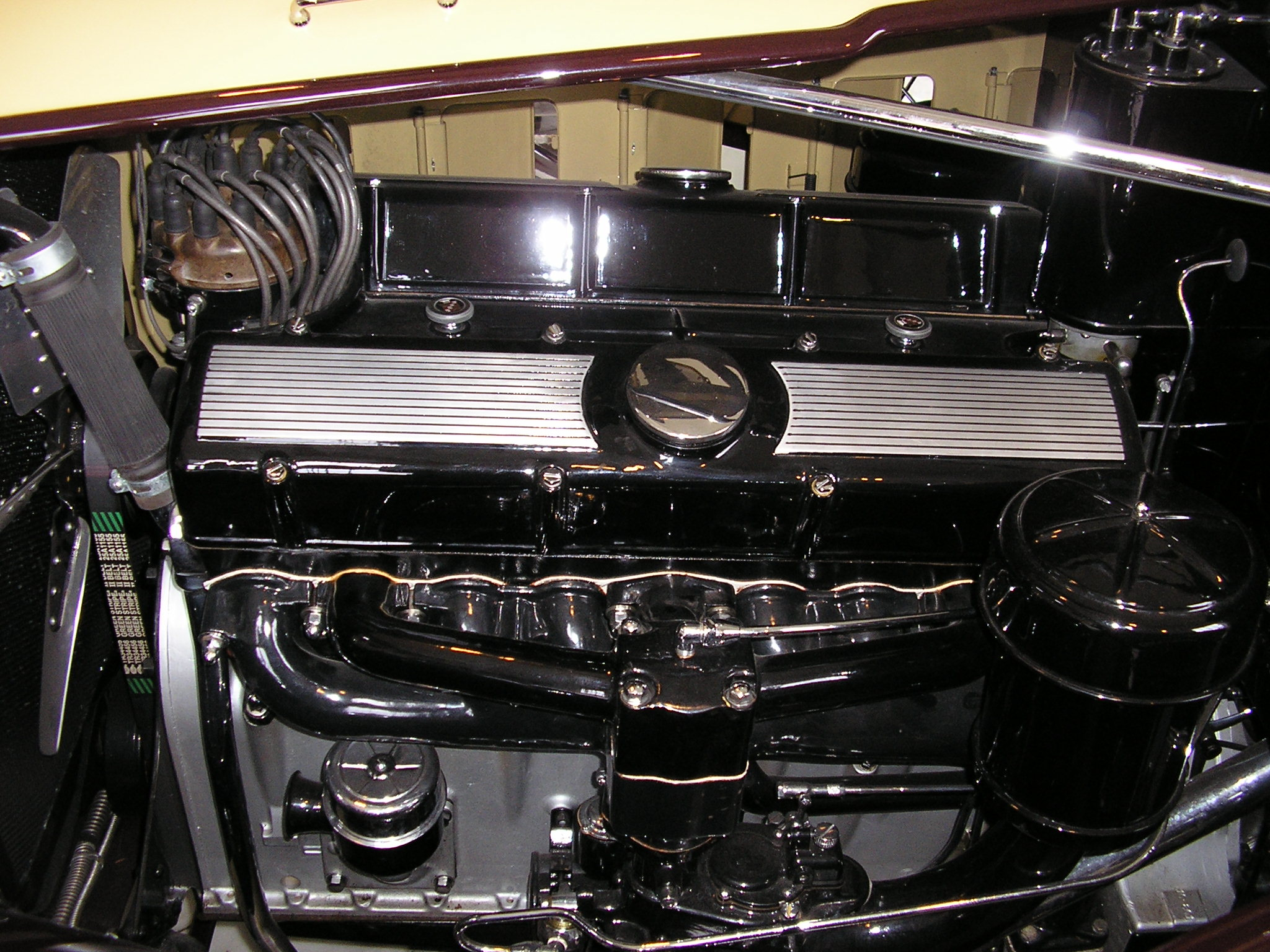
Cadillac V-12-Motor

Mitte bis Ende der 1920er Jahre begannen einige Hersteller von Luxusautos mit der Entwicklung von extravaganten V-Motoren, die mit mehr Zylindern eine höhere und gleichmäßigere Leistung als die damals produzierten Reihen- und V-8-Motoren des oberen Marktsegments erbrachten. Cadillac begann mit der Arbeit an einem Motor, der alle anderen übertreffen sollte, einem V-16 und einem davon abgeleiteten V-12, um mit den wenigen Herstellern, die einen solchen Motor produzierten, gleichzuziehen. Larry Fisher, der Generaldirektor von Cadillac, ließ der Presse Informationen über den V-12 zukommen, in der Hoffnung, den V-16 geheim zu halten.
Owen Nacker, der den Cadillac-Motor V-16 mit 45°-Overhead-Ventilen entwickelt hatte, konstruierte auch den davon abgeleiteten V-12. Letzterer war im Wesentlichen ein verkürzter V-16, der den 4-Zoll-Hub des V-16 beibehielt, aber von 3 Zoll auf 3,125 Zoll aufgebohrt wurde. Der 45-Grad-Bankwinkel war weniger ideal als ein 60-Grad-Design. Der V-12 war weniger stark als der V-16 und leistete 135 gegenüber 175 PS. Beide Motoren verfügten in der ersten Generation über hängende Ventile.

## Spätere Entwicklungen

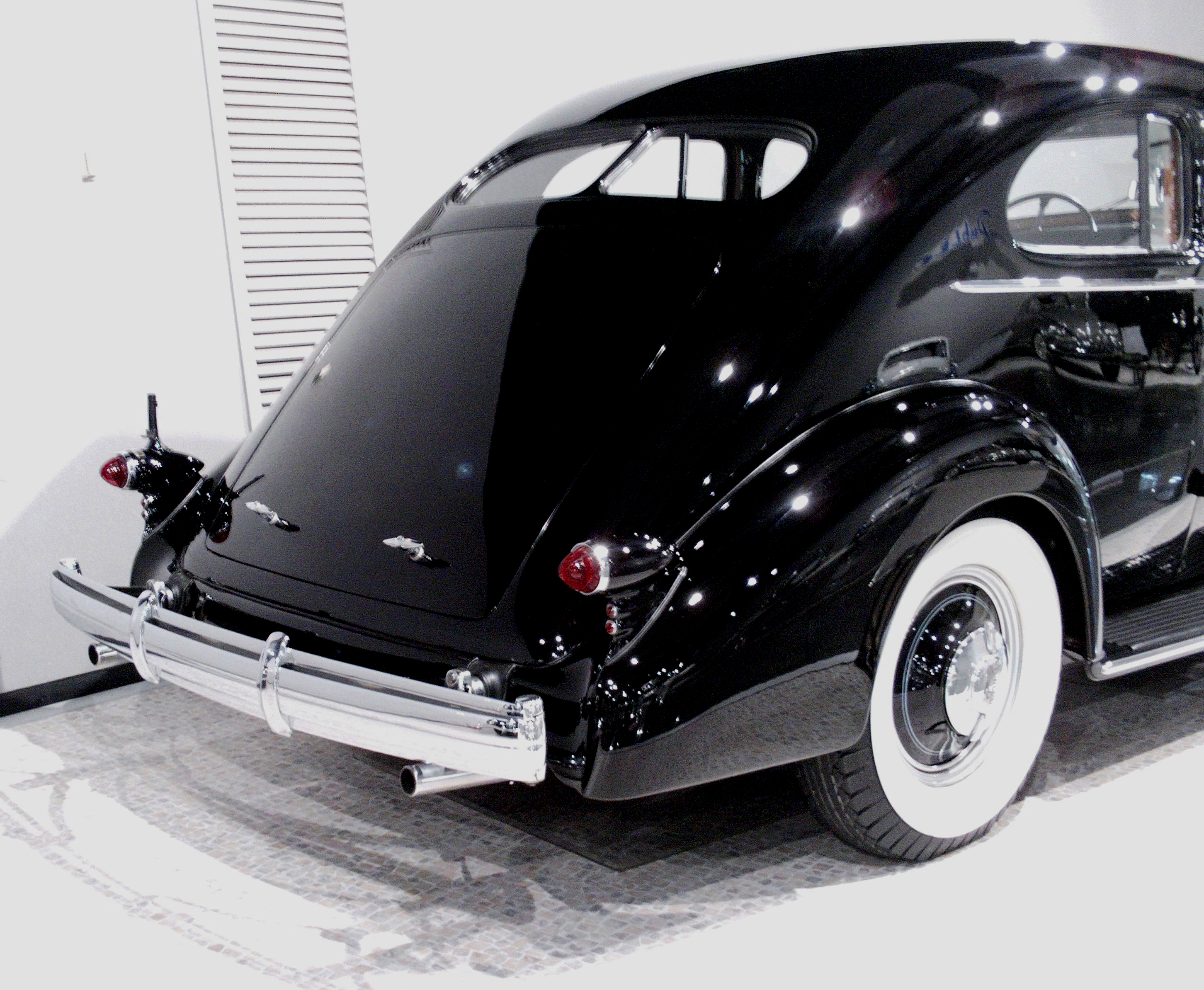
Cadillac Serie 85 Aero Coupe zurück

Im Rahmen des V-Future-Programms von General Motors hatte Cadillac in den späten 1960er Jahren einen V-12-Motor mit hängenden Ventilen für die Produktion vorgesehen. Das Programm führte zu einem Glasfasermodell eines Eldorado-Coupés mit V-12-Antrieb, das der Öffentlichkeit bis zu einem Artikel in Special Interest Autos im Jahr 1984 verborgen blieb.
Berichte über neue V-12-Entwicklungen tauchten in den späten 1980er Jahren wieder auf. Cadillac zeigte 1989 das voll funktionsfähige Cadillac Solitaire-Konzept, das mit einem von Lotus entworfenen 6,6-Liter-DOHC-V12 mit 48 Ventilen und Multiport-Kraftstoffeinspritzung ausgestattet war.
Ein auf dem Northstar basierender V-12 wurde im Cadillac Cien-Konzeptfahrzeug von 2001 vorgestellt und von Cadillac-Ingenieuren als Motor für einen Cadillac Escalade mit etwas verbesserter Leistung getestet. Einem Bericht von AutoWeek aus dem Jahr 2007 zufolge sollte ein V-12-Motor, der sich in der Entwicklungsphase befand, auf dem High Feature V6 basieren.
Das Cadillac Sixteen-Konzept sah einen V-16-Motor mit Vollaluminium-Stößelstangen vor, der auf der gleichen Architektur basierte wie die damals aktuellen Small-Block-V-8-Entwicklungen von GM. Eine Serienversion mit einem V-8-Basismotor und der Option eines V-12-Motors war geplant, wurde aber nie für die Produktion zugelassen und schließlich um 2008 auf Eis gelegt.